# Зайфхеннерсдорф
Зайфхеннерсдорф или Водове Хендрихецы (нем. Seifhennersdorf, н.-луж. Wodowe Hendrichecy, в.-луж. Wodowe Hendrichecy) — город в Германии, непосредственно на границе с Чехией.
Саксонский город подчинён дирекционному округу Дрезден. Входит в состав района Гёрлиц. Население составляет 4182 человека (на 31 декабря 2010 года). Занимает площадь 19,13 км². Официальный код — 14 2 86 410.
В городе находится фабрика, где производятся фортепиано Циммерман.

## Известные жители
- Рика Райниш — трёхкратная чемпионка Олимпийских игр 1980 года в Москве.

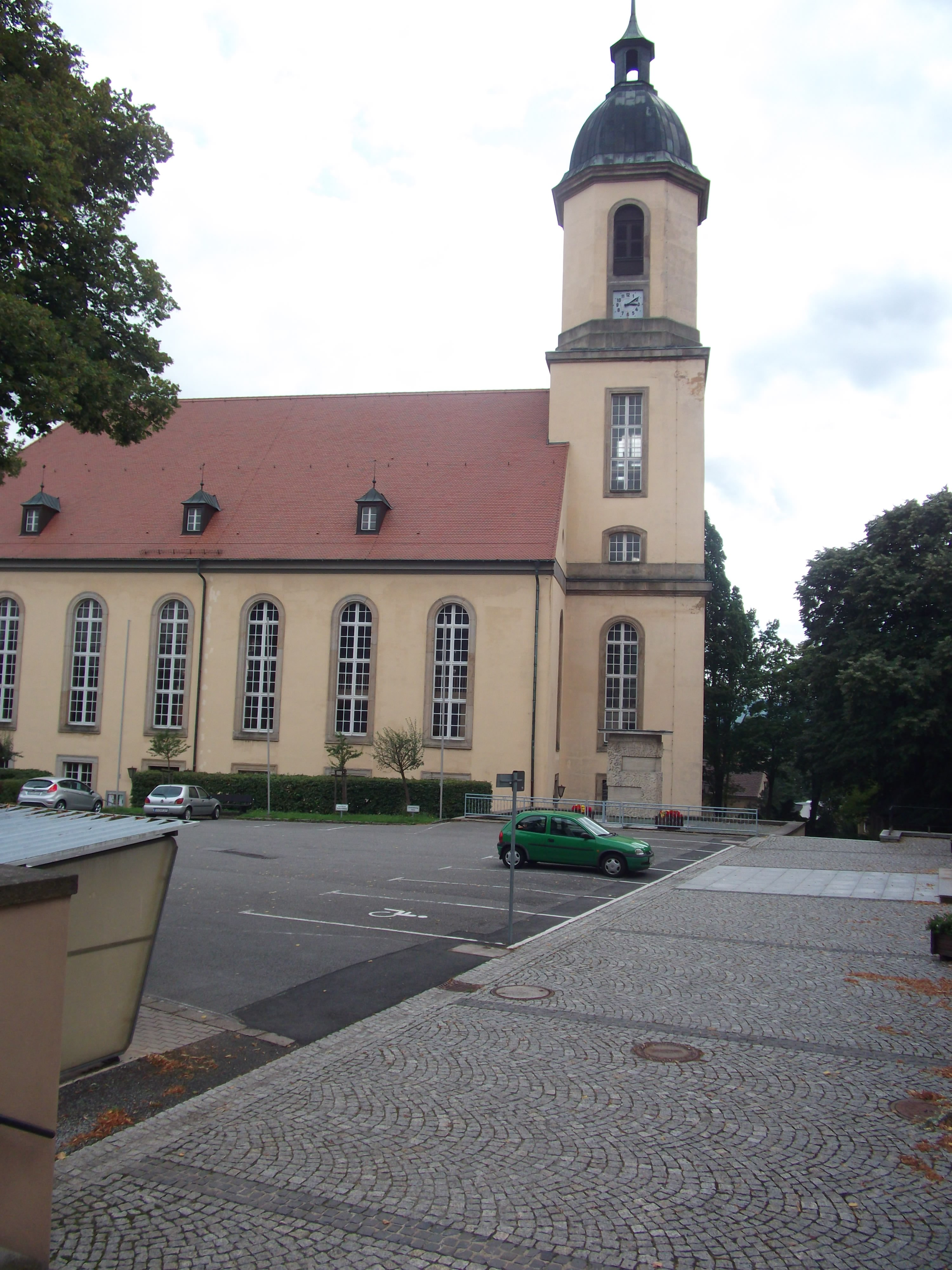
Церковь